# Deutscher Künstlerbund
De Deutscher Künstlerbund (DKB, Duitse Kunstenaarsbond) is een in Duitsland actieve belangenvereniging van kunstenaars in alle disciplines.
De bond is in 1903 op initiatief van Harry Kessler opgericht en beoogde een platform voor onafhankelijke, van overheidsbemoeienis vrije kunstenaars te zijn.
Tussen 1904 en 1935 organiseerde de DKB jaarlijks kwalitatief hoogwaardige exposities.
In 1905 bewerkte de DKB, dat de schilder Max Klinger in de stad Florence de Villa Romana, een nog steeds bestaand expositiegebouw voor Duitse kunst, kon aanschaffen.  De activiteiten van de DKB hebben veel bijgedragen tot de ontplooiing van diverse internationale kunststromingen in Duitsland.
In november 1936 werd de DKB door het regime van Adolf Hitler, dat geen vrije kunstbeoefening tolereerde, gedwongen, zichzelf op te heffen. In 1950 werd de organisatie heropgericht. De DKB benadrukte - als reactie op de in de nazi-tijd verplichte realistische kunstuitingen - volgens velen aanvankelijk te zeer de abstracte kunst. Later verdween deze kritiek geleidelijk.
De traditie van jaarlijkse kunstexposities is na 1951 hervat.
De DKB heeft na de Tweede Wereldoorlog o.a. met succes geijverd voor een regeling voor sociale verzekeringen ten behoeve van kunstenaars.
De DKB is in talrijke commissies actief en adviseert zowel musea en wetenschappelijke instellingen als Duitse overheden op deelstaat- en nationaal niveau.
Anno 2019 zijn ongeveer 750 kunstenaars bij de DKB aangesloten.
Om als kunstenaar lid van de DKB te kunnen worden, moet men een ballotage doorstaan. Deze bestaat alleen uit een beoordeling van de kwaliteit van het door de kandidaat gecreëerde werk. De Duitse nationaliteit is niet vereist.